# Miko (1988年生の歌手)
miko（みこ、1988年〈昭和63年〉3月25日 - ）は、日本の女性歌手。千葉県出身。2022年5月より銚子市特別観光大使。
同人・商業を含め様々な活動をしている。「魔理沙は大変なものを盗んでいきました」「チルノのパーフェクトさんすう教室」「患部で止まってすぐ溶ける 〜 狂気の優曇華院」「スカーレット警察のゲットーパトロール24時」等のIOSYSによる東方Projectアレンジ曲の歌手として有名である。
同人音楽ユニット「アルバトロシクス」でmiko+Resurrection名義で活動をしていたほか、アニソンぷらすの企画から誕生した覆面バンド「Legend Of Face」のメンバーとしても活動していた。本業はシステムエンジニアである。

## 来歴

### 2000年代
2004年夏から、同人音楽の活動を開始する。当時在籍していた高等学校では放送委員会に所属しており、映像編集の分野に関心を抱いていた。その制作方面の興味もあって、友人から誘われた同人音楽の録音現場に見学へ行くが、後に「歌手が一人足りないから」という理由で誘われていた事を知らされる。これをきっかけに、同人音楽の分野に身をおく事になる。当時の名前は藤咲かりん。
2006年に東京の大学の文学部に入学する。
2006年8月ごろ、IOSYSから発表された楽曲「魔理沙は大変なものを盗んでいきました」（mikoが藤咲かりん名義で歌唱を担当した）のPR用のフラッシュアニメーションがリリースされる。その後、同作がニコニコ動画に無断アップロードされ、多数のMADムービーが作られるなど話題となった。
2006年10月、自身のサイト移転に伴い、サイト名が Pianissimo から Alternative ending に変わり、ハンドルネームを藤咲かりんからmikoに改名した。12月リリースの「患部で止まってすぐ溶ける 〜 狂気の優曇華院」はmiko名義である。
2007年7月7日、イオシスのウェブラジオポータルサイトである「はいてない.com」が配信する「AMX RADIO ARIMAX アリマ様がみてる」のコーナーとして、mikoがMCを務める「mikoラジ」が始まる。2025年時点でもIOSYSのquimを進行として隔週水曜日に配信されている。一時期はニコニコ動画内で「mikoラジ in ニコニコアニメチャンネル」が公式配信されていた。
2008年、テレビ東京が放送する「アニソンぷらす」で8月のナレーションを担当する。8月31日、さいたまスーパーアリーナで開催されたアニメソングのライブイベント「Animelo Summer Live 2008」に出演する。10月25日、「チルノのパーフェクトさんすう教室」のFLASH版のPVが公開され、翌日にはニコニコ動画に投稿された。
2009年2月2日、「アニソンぷらす」でmikoとティッシュ姫と桃知みなみによる顔出しNGのバンドを作るという企画が立ち上がる。バンド名は「Legend Of Face」に決まり、7月29日にはデビュー曲「Love & Face」のCD化が決定した。その後、新メンバーとしてERICA、Gペンが加入し、2010年1月に新曲「The first snow」をリリースした。
2009年3月に始まった、自分好みのキャラクターを作り歌に合わせて振り付けができる、タイトーによるネットサービス「キャラオケ」で公式ボーカリストに採用された。また、mikoの歌う「スキだなんていえない」「LOVE POWER」を短く編曲したものがニコニコ動画にて配信、さらにリクエストに応えて「Dreamy Bird」「Deep Shadow」の2曲が追加された。なお、キャラオケは2009年11月30日15時に全サービスを終了している。これらの楽曲はアルバム「スキだなんていえない」としてiTunes Storeにて12月6日から販売された。
2009年4月27日に発売された『グリードパケット∞』第2巻の早期購入特典として、メロンブックスがキャラクターソングが3曲収録されたCDを配布した。同CDに収録されたソニィ・エリクシオンのキャラクターソングのボーカルを担当している。
2009年5月21日、ガンホー・オンライン・エンターテイメントはMMORPG『エミル・クロニクル・オンライン』のキャラクタイメージCD「SPRING」を6月26日に発売すると発表した。この企画はキャラクター分野と関連グッズの販売を行うブロッコリーが、オンラインゲーム「エミル・クロニクル・オンライン」の登場キャラクターであるルルイエ、マーシャ、ティタのキャラクターソングCDをそれぞれ四季に合わせて4枚ずつ発売するというもので、mikoはマーシャを担当した。
2009年12月、同人ソロアルバム『Everlasting Snow』をリリースする。2010年3月、大学を卒業する。

### 2010年代
2013年2月16日、台湾で開催されたライブ「Live Jump to the Bump 2013 in Taiwan」に出演、mikoにとっては初の海外ライブとなる。12月11日には活動10周年を記念し、東方アレンジ楽曲のベストアルバム『miko BEST Toho of IOSYS』をリリースする。
2015年、アイデアフラッドの企画によるオーディオブック「mikoが読む♪プリンセスシリーズ」の配信が開始された。5月にはmikoがチルノ役を担当した「スカーレット警察のゲットーパトロール24時」がYouTubeで公開された。11月には上海、2016年7月には北京でライブをおこなう。
2016年8月27、28日に開催された地域密着型同人ライブイベント「銚子フェスティバル2016」に出演する。8月30日にフジテレビで放送された「オタカル最前線2016夏」のテーマソングの歌唱を担当する。
2017年2月には上海、5月には台湾でライブをおこなう。8月19、20日に開催された「銚子フェスティバル2017」では公式テーマソング「銚子の調子はよいよいやせ」を歌唱した。

### 2020年代
2022年5月15日よりquimとともに銚子市特別観光大使に任命される。2016年と2017年に開催された「銚子音楽フェスティバル」での活動や、2022年3月に公開された銚子市長、銚子電鉄社長、銚子市特別観光大使『リコ』のコラボによる動画「#あたいの足技みさらせやー」のプロデュースなどが評価されたものである。
2024年4月27日のニコニコ超会議2024ではチルノのコスプレで参加し、よみぃとコラボを行っている。8月21日、日本マクドナルドが公式XにてIOSYSによる「魔理沙は大変なものを盗んでいきました」のパロディ動画である「マクドは大変なものを作っていきました」を公開、オリジナルと同様にボーカルはmikoが担当した。同年10月、日本マクドナルドの公式Xに登場したキャラクター「いまだけダブチ食べ美」の声も担当した。2025年3月28日に公開された日本マクドナルドのプロモーション動画に登場した「サムライたまご食べ美」のCVも担当した。
2025年4月10日、INDIE Live Expoの新キャラクター「ウィッシュリストアド美ちゃん」が公開され、mikoが歌とキャラクターボイスを担当した。

## 人物
同人音楽への参加当時は高校生であったが、2006年に東京の大学の文学部に入学。2010年3月に卒業した。以前は「学校の先生になる」と語っており、中学校と高校の教員免許を取得した。卒業後はまず事務職に就職し、その後6回の転職の中で、法人向けヘルプデスクやITインフラの仕事を経験し、2024年現在は金融系のシステムエンジニアをしている。
曲の傾向としては、いわゆる電波ソングや可愛らしい曲が多い。また一方で、ファーストソロアルバム「Everlasting Snow」では、ポップスシンガーとして普遍的な楽曲も歌っている。
長く同人活動を行っているため、同人活動を行う有名人を知り合いに多く持つ。イオシスのメンバーはもちろん、COOL&CREATEのビートまりおとあまね、Alstroemeria RecordsのMasayoshi Minoshima、メガピア、ALiCE'S EMOTiONのREDALiCE、それ以外にも女性のボーカリストと交友が深い。ニコニコ動画ではティッシュ姫ともバンドで関係がある。商業では桃井はるこ、森永理科、桃知みなみと一緒に仕事をしている。同人活動もしているイラストレーターの榎宮祐、作詞家のnaosとも関わりがある（naosは2009年のアルバトロシクスのライブの舞台監督も担当）。

## 出演
- 2008年6月8日、文化放送が放送する「桃井はるこの超!モモーイ」にゲスト出演。
- 2008年9月16日、文化放送のデジタルラジオ局「超!A&G」の「森永理科のアウトローラジオ」にゲスト出演。
- アニソンぷらす

| 放送回 | 放送日         | 概要 |
| ------ | -------------- | --- |
| 第05回 | 2008年8月4日   | ナレーションを担当。 |
| 第06回 | 2008年8月11日  | ナレーションを担当。 |
| 第07回 | 2008年8月18日  | ナレーションを担当。 |
| 第08回 | 2008年8月25日  | ナレーションを担当。アルバトロシクスの紹介でメンバーのmiko、quim、ARMが登場。                                                                                                   |
| 第25回 | 2008年12月29日 | 「ひれ伏せ愚民どもっ！」が2008年モバイルぷらす着うたフルDLランキング二位になりインタビュー出演。                                                                                |
| 第30回 | 2009年2月2日   | アニソンぷらす内で、miko、ティッシュ姫、桃知みなみによる顔出しNGの覆面バンド企画が立ち上がる。                                                                                  |
| 第32回 | 2009年2月16日  | 「ひれ伏せ愚民どもっ！」がモバイルぷらす着うたフルDLランキングで殿堂入りしインタビュー出演。 なお、同ランキングの二位はmikoが歌う「チルノのパーフェクトさんすう教室」であった。 |
| 第34回 | 2009年3月2日   | 覆面バンドの名前がLegend of Faceに決定。同時にリーダーのティッシュ姫が作ったデビュー曲の名称がLove＆Faceに決まる。                                                              |

## 主な同人参加作品

### 2005年
- Collar（2005年8月14日（コミックマーケット68）頒布 頒布サークル：えてるなむじーく）
- ゆきうさぎ（2005年8月14日（コミックマーケット68）頒布 頒布サークル：SYNC.ART'S）
- iM@s To Go!（2005年10月23日（M3-2005秋）頒布 頒布サークル：Whoopee! records）
- 連想乙女配列（2005年11月13日頒布 頒布サークル：CHOCOA Project）
- HAPPY NIGHT（2005年11月13日頒布 頒布サークル：SYNC.ART'S）
- 逝ってョCDテラワロス（2005年12月30日（コミックマーケット69）頒布 頒布サークル：IOSYS）

### 2006年
- REQUIEM ～幻想に散る少女たち～（2006年5月21日（博麗神社例大祭）頒布 頒布サークル：SYNC.ART'S）
- 東方乙女囃子（2006年8月3日（コミックマーケット70）頒布 頒布サークル：IOSYS）
- ぱにゃのおと（2006年8月13日（コミックマーケット70）頒布 頒布サークル：えてるなむじーく）
- 東方月燈籠（2006年12月31日（コミックマーケット71）頒布 頒布サークル：IOSYS）
- Synth Sound Symphony（2006年12月31日頒布 頒布サークル：CTBR）

### 2007年
- 幻想メガ☆ラバ（2007年5月20日（博麗神社例大祭）（頒布 頒布サークル：pixel phantom）
- 東方永雀峰（2007年5月20日（博麗神社例大祭）頒布 頒布サークル：IOSYS）
- 東方萃翠酒酔（2007年12月下旬頒布 頒布サークル：IOSYS）
- Dream Again（2007年12月頒布 頒布サークル：naos project )
  - バイクレーサー関口太郎選手応援曲。演奏で水野雅昭（ドラムス）、若林友一（キーボード・共に当時のSPANK PAGEのメンバー）が参加。2010年3月にWEB-MIXの手によりリプロダクトされ、Team TAROからコンピレーションアルバムの1曲として再頒布。
- アルバトロシクス（2007年12月31日頒布 頒布サークル：アルバトロシクス(IOSYS)）

### 2008年
- 東方真華神祭（2008年5月25日（博麗神社例大祭）頒布 頒布サークル：IOSYS）
- ごっすんリミックス アイン・ツバイン（2008年5月25日（博麗神社例大祭）頒布 頒布サークル：IOSYS）
  - このCDは2枚とも、『魔理沙は大変なものを盗んでいきました』のアレンジ・リミックス作品のみが収録されたCDである。
- CDで聞いてみて。 〜ニコニコ動画せれくちょん〜 (2008年7月9日 BMCA-1002 ドワンゴ・エージー・エンタテインメント / BinaryMixx Records)
- PLANET LIBERATION（2008年8月16日（コミックマーケット74）頒布　頒布サークル：アルバトロシクス(IOSYS)）
- 東方想幽森雛（2008年8月17日頒布 頒布サークル：IOSYS）
- アイドル探偵かりん Sound Stage Φ -zero-「かりんとう」（頒布サークル：えてるなむじーく）
- 東方氷雪歌集（2008年11月2日 頒布 頒布サークル：IOSYS）
- 悠久パラダイム（2008年12月29日（コミックマーケット75）頒布　頒布サークル：Silver Forest）
- 東方泡沫天獄（2008年12月29日 頒布サークル：IOSYS）
- e（2008年12月29日 頒布サークル：アルバトロシクス(IOSYS)）

### 2009年
- Chaos Flare -カオスフレア-（2009年3月8日（博麗神社例大祭）頒布　頒布サークル：ALiCE'S EMOTiON）
- HEART CHAIN（2009年3月8日（博麗神社例大祭）頒布　頒布サークル：SYNC.ART'S）
- 東方聖水祭（2009年3月8日（博麗神社例大祭）頒布　頒布サークル：Innocent key）
- STAR CRACKER（2009年8月15日（コミックマーケット76）頒布　頒布サークル：アルバトロシクス(IOSYS)）
- Everlasting Snow（2009年12月29日（コミックマーケット77）頒布　頒布サークル：Alternative ending）

### 2010年
- PARAMOUNT FEVER!!!!!!!!!!11111（2010年8月14日（コミックマーケット78）頒布　頒布サークル：アルバトロシクス(IOSYS)）
- Mavis（2010年8月14日（コミックマーケット78）頒布　頒布サークル：Alternative ending）
- MERGE THE STRAWBERRY!（2010年12月31日（コミックマーケット79）頒布　頒布サークル：アルバトロシクス(IOSYS)）

### 2011年
- 平和バカ一代 （2011年6月11日 頒布　頒布サークル：アルバトロシクス(IOSYS)）
- AERAS（2011年8月13日（コミックマーケット80）頒布　頒布サークル：アルバトロシクス(IOSYS)）
- Rebirth Era (2011年12月31日 (コミックマーケット81) 頒布　頒布サークル：アルバトロシクス(IOSYS)）
- 平和バカ二代 (2011年12月31日 (コミックマーケット81) 頒布　頒布サークル：アルバトロシクス(IOSYS)）

## 商業作品
- CDで聞いてみて。 〜ニコニコ動画せれくちょん〜（2008年7月9日、「魔理沙は大変なものを盗んでいきました」を収録）
- 「ちゃっかり+ちょっくり+ななななー feat.ayumikos」(「ayumikos」名義　アニメ「ペンギン娘♥はぁと」ED『ゆらゆら＋ゆりゆら＋ななななー』収録　2008年10月29日 BMCS-0004 ドワンゴ・エージー・エンタテインメント / BinaryMixx Records)
- アニメ☆ダンス オンライン
- EXIT TUNES PRESENTS STARDOM
- キャラクターイメージCD SPRINGマーシャ「Sakura has come」
- アニソンぷらす×アニメ☆ダンス コレクション（2009年7月1日）[40]
- ニコニコ動画せれくちょん 〜才能の無駄遣い〜（2009年7月1日、「チルノのパーフェクトさんすう教室」を収録）
- Love＆Face
- キャラクターイメージCD SUMMERマーシャ「最強夏祭り☆宣言」
- スキだなんていえない
- 「Silent MUSE feat.初音ミク＆miko」(アーケードゲーム「ミュージックガンガン! 2」収録 2011年 タイトー)
- コメクエスト（「CHUNITHM LUMINOUS PLUS」収録、2024年6月20日）

## 同人アルバム

### ソロ
1. Everlasting Snow（2009年12月30日）[41]
2. mavis（2010年8月14日）[41]
3. grass bud（2010年10月31日）[41]
4. こころえぐりて（2013年4月29日）[41]
5. Lovingly yours（2013年10月27日）[41]
6. Adorable（2013年12月31日）[41]
7. One（2014年4月27日）[41]
8. シンデレラシンドローム（2019年4月28日）[42]

### コラボ
桃箱
1. ろりぽっぷちゅ（2015年8月16日）
2. ろりぽっぷちゅうぉーぢゅ（2015年10月25日）[43]
3. MeltyHolic（2016年4月24日）[44]
4. みるきゅりんく（2016年8月14日）
5. honey❤︎honey（2016年10月30日）
6. はぴねすア・ラ・モード（2016年12月31日）
7. 走馬灯ラビリンス（2017年4月30日）
8. 恋唄浪漫（2017年8月11日）[45]
9. 和洋せっchu!SAKURA喫茶（2018年4月29日）

nachi
- GALAXY TOKYO（2018年8月10日）

灰色Logic
- Lovely fluffy（2019年12月31日）[46]